# Pino Parini

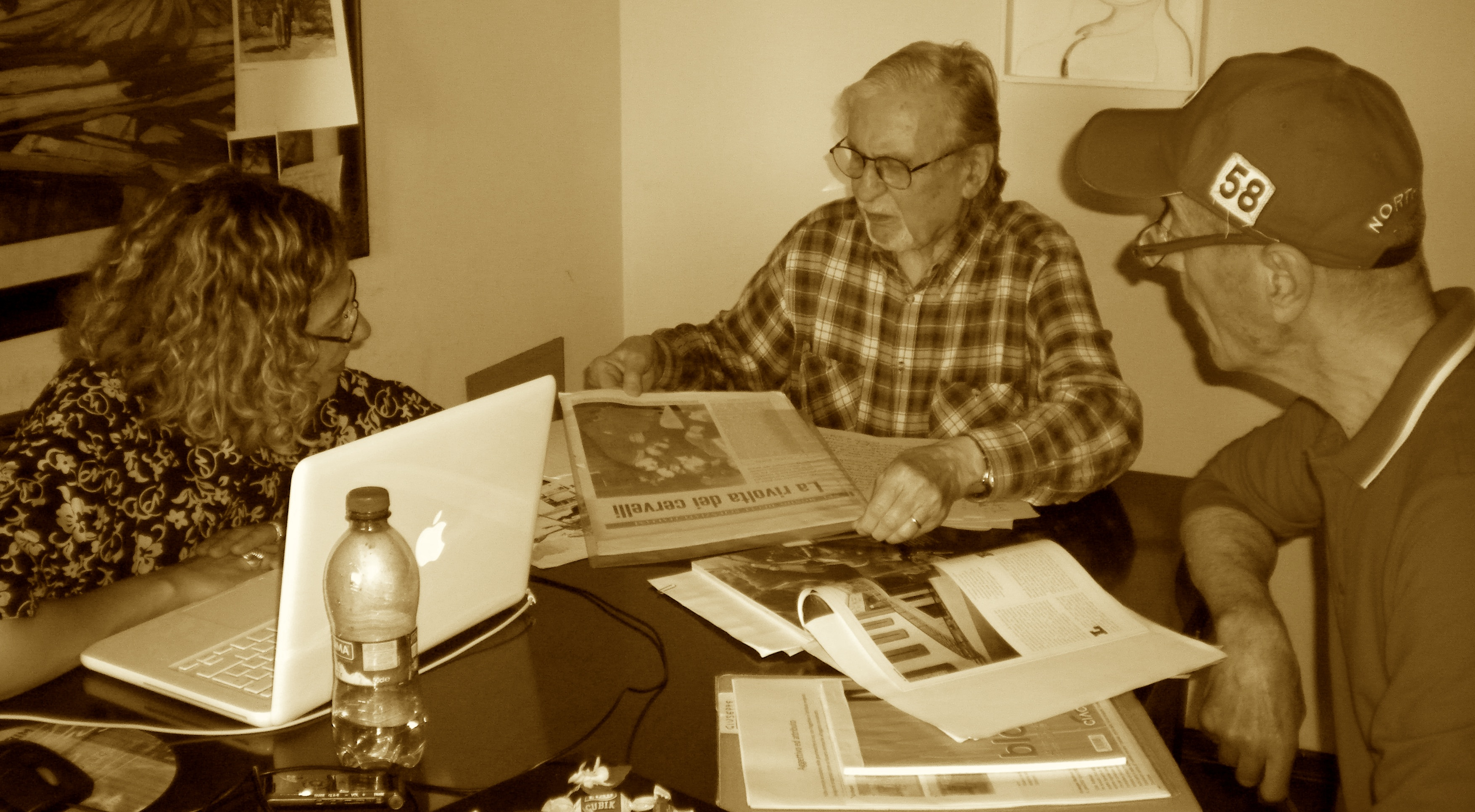
Gruppo operazionista di ricerca logonica: Pino Parini, Giuseppe Martinini e Raffaella Vaccari fotografati da Fiorella Bartolini

Pino Parini (Brisighella, 25 gennaio 1924 – Rimini, 16 settembre 2023) è stato un pittore e ricercatore italiano.

## Biografia
Nel 1948 si diplomò all'Accademia di Belle Arti di Bologna, in pittura e scenografia.
Nel 1959 entrò a far parte della Scuola Operativa Italiana collaborando con lo scienziato Silvio Ceccato nel gruppo di Cibernetica dell'Università di Milano.
Negli anni 60 assieme ad un gruppo di pittori e scultori riminesi fondò il Gruppo V (da visione) al fine di studiare i rapporti fra arte e cibernetica. In quegli anni il gruppo lavorava a stretto contatto con lo scienziato Silvio Ceccato e con l'artista Lucio Fontana.
Pino Parini si interessò allo stretto rapporto fra la ricerca dell'arte con la metodologia operativa e i fondamenti del costruttivismo radicale. 
Suoi sono gli studi per le figure per il progetto della “macchina che osserva e descrive” chiamata Adamo II e commissionata negli anni 60 a Silvio Ceccato su finanziamento dell'Euratom.
Con le sue analisi sulle figure contribuì alla ricerca di Ceccato con idee originali che confluirono nel concetto di “struttura costitutiva”, concetto base della percezione operativa.
Nel 1978 fece parte della Commissione Ministeriale per elaborare i programmi della Scuola Media in cui presentò le proposte metodologiche realizzate con la collaborazione di Ceccato; i presupposti teorici furono poi pubblicati in due testi: “dallo stereotipo alla creatività” – Pino Parini (ed. Publiprint Trento 1988) e in “Percorsi dello sguardo” – Pino Parini (Ed. Artemisia 1991).
Assieme ai ricercatori Giuseppe Martinini e Raffaella Vaccari proseguì la ricerca iniziata con Ceccato fondando nel 2012 il Gruppo Operazionista di ricerca Logonica.